# Agrégation d'allemand
En France, l'agrégation d'allemand est un concours national de recrutement de professeurs d'allemand destinés à enseigner dans des lycées ou dans l'enseignement supérieur (CPGE / IUT / Universités / ENS) et en principe exceptionnellement dans les collèges. Le concours est ouvert aux personnes titulaires d'un master, d'un diplôme d'ingénieur, ainsi qu'aux professeurs certifiés.

## Histoire
L’agrégation des langues vivantes dont l'allemand a été créée en 1849. Elle octroie aux enseignants d’allemand le titre de professeur des lycées. Le concours n'est alors ouvert qu'aux hommes et exige le titre de bachelier ou un diplôme jugé équivalent, ce qui est moins exigeant que pour les autres agrégations (sauf anglais et grammaire) qui exigent une licence ès lettres. Le concours comporte alors six épreuves :
À l'écrit :
- un commentaire allemand ;
- une dissertation française ;
- un thème ;
- une version.

A l'oral :
- une explication de texte (avec traduction et argumentation-discussion) ;
- une leçon en allemand[1].

Lors de la première session en 1849, six candidats, tous des hommes, reçoivent le titre d’agrégé, dans l’ordre de classement :
- Benjamin Lévy (1817-1884). Maître d’allemand au lycée de Nîmes ;
- Joseph Numa Charles (1821-1909). Maître d’allemand au lycée de Montpellier ;
- Bernard Kirsch (1825-NC). Maître d’allemand au lycée de Bordeaux ;
- Henri Schmidt (1822-1884). Maître d’allemand au lycée de Strasbourg ;
- Joseph Derembourg (1811-1895). Répétiteur à Paris ;
- Charles Nicolas Denis Dietz (1826-1872). Maître d’allemand au lycée d’Orléans[2].

En 1852 (ou 1853), l'agrégation d'allemand est supprimée, comme toutes les agrégations spécialisées, lors de la réforme portée par le ministre Fortoul ; elle est rétablie en 1865.
En 1883, l'agrégation d'allemand devient un concours mixte et est ouvert aux femmes. Entre 1883 et 1889, sur 64 admis, 12 étaient des femmes.
En 1952, il y eut 20 admis (dont 7 femmes) pour 214 inscrits (dont 55 femmes). En 1962, il y eut 37 admis (dont 16 femmes) pour 345 inscrits (dont 128 femmes). L'agrégation d'allemand se féminise à partir des années 1970 avec, en 1972, 38 femmes sur les 68 admis. En 1982, il y eut 40 admis pour 680 inscrits. En 1992, il y eut 64 admis pour 414 inscrits. En 2002, il y eut 53 admis pour 403 inscrits.
En 2012, il y eut 49 admis pour 368 inscrits.
En 2022, il y eut 40 admis pour 244 inscrits.

## Nature des épreuves
Les concours externe et interne de l'agrégation d'allemand se composent de deux groupes d'épreuves : les épreuves écrites d'admissibilité et les épreuves orales d'admission.

### Épreuves du concours externe
- Épreuves écrites d'admissibilité :
  - Une dissertation en français portant sur un sujet de littérature ou de civilisation allemande. 7 heures, coefficient 4.
  - Une dissertation en allemand portant sur un sujet de littérature ou de civilisation allemande. 7 heures, coefficient 4.
  - Un thème et une version en guise d'épreuve de traduction. 6 heures, coefficient 4.

- Épreuves orales d'admission :
  - Une explication de texte en allemand portant sur le programme de littérature, de civilisation ou d'option. 2 h de préparation, 30 minutes de passage (+ 15 minutes d'entretien), coefficient 4.
  - Une leçon en français portant sur le programme de littérature, de civilisation ou d'option. 4 h de préparation, 30 minutes de passage (+ 15 minutes d'entretien), coefficient 4.
  - Une version à traduire à l'oral (de l'allemand au français), suivie d'un exposé de grammaire. 1 h de préparation, 30 minutes de passage (+ 25 minutes d'entretien), coefficient 3.
  - Un thème à traduire à l'oral (du français à l'allemand). 30 minutes de préparation, 20 minutes de passage (+ 10 minutes d'entretien), coefficient 2.

### Épreuves du concours interne
- Épreuves écrites d'admissibilité :
  - Une dissertation en allemand portant sur un sujet de littérature ou de civilisation allemande. 7 heures, coefficient 1.
  - Un thème et une version ainsi qu'un commentaire grammatical de soulignements. 5 heures, coefficient 1.
- Épreuves orales d'admission :
  - Une explication de texte en allemand portant sur le programme de littérature ou de civilisation, suivie d'une question de linguistique, terminée par un thème oral improvisé. 3 h de préparation, 33 minutes de passage (+ 27 minutes d'entretien), coefficient 2.
  - Un exposé de la préparation d'un cours en français. 3 h de préparation, 40 minutes de passage (+ 20 minutes d'entretien), coefficient 2.

## Programmes du concours externe

### 1849
1849 : Première agrégation d’Allemand
- Klopstock. La Messiade, chants I à IV.
- Wieland. Les Epîtres d’Horace traduites en allemand. Oberon.
- J. -H. Voss. Les quatre premiers chants de la traduction de l’Illiade. Louise.
- Lessing. Laocoon.
- Schiller. Guillaume Tell. La Pucelle d’Orléans. La Guerre de Trente ans.
- Goethe. Iphigénie en Tauride. Hermann et Dorothée. Poésies diverses. Wilhelm Meister.

### 1998
Littérature
- Fortunatus ;
- Friedrich Schiller, Don Carlos, Infant von Spanien ;
- Heinrich Heine, Gedichte.

Histoire des idées
- Sigmund Freud, Das Unbehagen in der Kultur

Histoire
- La résistance allemande au IIIe Reich en Allemagne et hors d'Allemagne (1933-1945)

Options
- Thomas Mann, Lotte in Weimar ;
- Les Lumières à Vienne (1765-1795) ;
- Les cas : étude morphosyntaxique et interprétation sémantique.

### 1999
Littérature
- Gottfried von Strassburg, Tristan ;
- J. W. Goethe, Egmont, Der Gross-Cophta ;
- Heinrich Heine, Die Reisebilder.

Histoire des idées
- Friedrich Nietzsche, Vom Nutzen und Nachteil der Historie für das Leben.

Histoire
- L'unification allemande: 1989-1990.

Options
- Hermann Broch, Der Tod des Vergil ;
- La Révolution de 1848 ;
- Les locutions.

### 2000
Littérature
- Heinrich Wittenwiler, Der Ring ;
- Gotthold Ephraim Lessing, Nathan der Weise, Die Erziehung des Menschengeschlechts ;
- Heinrich von Kleist, Erzählungen.

Histoire des idées
- Friedrich Nietzsche, Also sprach Zarathustra.

Histoire
- La République fédérale d'Allemagne face à la construction de l'Europe (1949-1963).

Options
- Else Lasker-Schüler, Die Gedichte (1902-1943) ;
- La guerre de Trente ans (1618-1648) ;
- La subordination.

### 2001
Littérature
- la Chanson des Nibelungen ;
- Georg Christoph Lichtenberg, Aphorismen ;
- Ludwig Tieck, Der Hexensabbat, Des Lebens Überfluss ;
- Günter Kunert, Gedichte, Immer wieder am Anfang: Erzählungen und kleine Prosa.

Histoire
- Luther et la Réforme (1517-1521).

Options
- Le théâtre de Ludwig Tieck ;
- Luther, la Réforme et la question de l'autorité civile ;
- Connecteurs textuels, charnières de discours.

### 2003
Littérature
- Sébastien Brant, Das Narrenschiff ;
- Abraham a Sancta Clara, Wunderlicher Traum von einem grossen Narrennest ;
- Jacob et Wilhelm Grimm, Kinder- und Hausmärchen ;
- Ernst Theodor Amadeus Hoffmann, Nussknacker und Mäusekönig ;
- Eduard Mörike, Das Stuttgarter Hutzelmännlein ;
- Paul Celan, Die Niemandsrose / Sprachgitter.

Histoire
- Le Reich wilhelminien de 1871 à 1890.

Histoire des idées
- Johann Gottfried Herder, Abhandlung über den Ursprung der Sprache
- Wilhelm von Humboldt, Über die Sprache

Options
- Christoph Ransmayr, Die letzte Welt
- L'Allemagne à l'époque de l'absolutisme (1648-1789)
- L'aspect et ses expressions en allemand moderne

### 2004
Littérature
- Heinrich von Morungen, Lieder
- J. W. Goethe, West-östlicher Divan
- Thomas Mann, Doktor Faustus

Histoire
- L'Empire allemand 1890-1918

Histoire des idées
- E. Cassirer, Geist und Leben

Options
- Littérature : Frank Wedekind, Lulu
- Civilisation : Le Saint-Empire à l’époque médiévale (962- 1250)
- Linguistique : L'exclamation

### 2005
Littérature
- Hans Jakob Christoph von Grimmelshausen
- Friedrich Schiller, Maria Stuart
- Rainer Maria Rilke, Gedichte

Civilisation
- L'Allemagne et les conséquences de la politique d'occupation : de l'effondrement à la reconstruction (1948-1955)

Histoire des idées
- Alexander und Margarete Mitscherlich, Die Unfähigkeit zu trauern

Options
- Littérature : Ingeborg Bachmann, Malina
- Civilisation : Johann G. Fichte, Reden an die deutsche Nation
- Linguistique : L'infinitif

### 2006
Littérature
- Wirnt von Grafenberg, Wigalois
- Christian D. Grabbe : Napoleon oder die hundert Tage
- Rose Ausländer : Gedichte

Civilisation
- Les relations extérieures de la République Fédérale d’Allemagne entre 1955 et 1974 : de la souveraineté à la nouvelle Ostpolitik

Histoire des idées
- Dada Berlin. Texte, Manifeste, Aktionen

Options
- Littérature : Friedrich Hölderlin, Hyperion
- Civilisation : Le mouvement ouvrier allemand de ses origines à 1945
- Linguistique : L’expression de la personne

### 2017
Littérature
- L'œuvre poétique de Paul Fleming.
- Franz Grillparzer, Das Goldene Flieβ.
- Thomas Mann, Frühe Erzählungen.

Civilisation
- La politique étrangère de la République Fédérale d'Allemagne de 1974 à 1990.

Histoire des idées
- Max Stirner, Der Einzige und sein Eigentum

Options
- Littérature : Le théâtre documentaire après 1945.
- Civilisation : Berlin, histoire d'une ville (1957-1994).
- Linguistique : Formation et préformation lexicales : du lexème complexe à l'expression polylexicale.

### 2018
Littérature
- Sebastian Brant, Das Narrenschiff[10].
- Heinrich Heine, Gedichte[10].
- Thomas Mann, Frühe Erzählungen[10].

Civilisation
- Les relations entre l'Autriche et la Prusse de 1740 à 1815[10].

Histoire des idées
- Max Stirner, Der Einzige und sein Eigentum[10].

Options
- Littérature : Le théâtre documentaire après 1945[10].
- Civilisation : Berlin, histoire d'une ville (1957-1994)[10].
- Linguistique : Formation et préformation lexicales : du lexème complexe à l'expression polylexicale[10].

### 2019
Littérature
- Sebastian Brant, Das Narrenschiff.
- Heinrich Heine, Gedichte.
- L'écriture contemporaine de l'interculturalité chez Emine Sevgi Özdamar : Mutterzunge et Die Brücke vom Goldenen Horn.

Civilisation
- Les relations entre l'Autriche et la Prusse de 1740 à 1815.

Histoire des idées
- Georg Simmel, Individualismus der modernen Zeit - und andere soziologische Abhandlungen.

Options
- Littérature : Marlen Haushofer - L'oeuvre romanesque des années soixante et son adaptation au cinéma.
- Civilisation : Histoire des Juifs et Juives d'Allemagne (1867-1933).
- Linguistique : Les compléments verbaux : aspects syntaxiques, sémantiques et pragmatiques.

### 2020
Littérature
- Heinrich von Veldeke, Eneasroman.
- L'émergence de la figure de l'artiste chez Johann Wolfgang von Goethe : Clavigo et Torquato Tasso.
- L'écriture contemporaine de l'interculturalité chez Emine Sevgi Özdamar : Mutterzunge et Die Brücke vom Goldenen Horn.

Civilisation
- La révolution industrielle en Allemagne (1848-1914).

Histoire des idées
- Georg Simmel, Individualismus der modernen Zeit - und andere soziologische Abhandlungen.

Options
- Littérature : Marlen Haushofer - L'oeuvre romanesque des années soixante et son adaptation au cinéma.
- Civilisation : Histoire des Juifs et Juives d'Allemagne (1867-1933).
- Linguistique : Les compléments verbaux : aspects syntaxiques, sémantiques et pragmatiques.

### 2021
Littérature
- Heinrich von Veldeke, Eneasroman.
- L'émergence de la figure de l'artiste chez Johann Wolfgang von Goethe : Clavigo et Torquato Tasso.
- Sarah Kirsch, Gedichte.

Civilisation
- La "révolution industrielle" en Allemagne (1848-1914).

Histoire des idées
- Friedrich Nietzsche, Also sprach Zarathustra.

Options
- Littérature : Le récit romantique : E. T. A. Hoffmann, Fantasiestücke
- Civilisation : La Réforme protestante et les débuts de la confessionnalisation en Allemagne : 1517-1555.
- Linguistique : Adverbes et adverbiaux : formes et fonctions.

### 2022
Littérature
- Sarah Kirsch : Sämtliche Gedichte
- Christoph Martin Wieland, Die Abenteuer des Don Sylvio von Rosalva
- Andreas Gryphius, Carolus Stuardus

Civilisation
- Histoire de l’Autriche entre 1918 et 1938

Histoire des idées
- Friedrich Nietzsche, Also sprach Zarathustra.

### 2023
Littérature
- Franz Kafka, Die Erzählungen
- Andreas Gryphius, Carolus Stuardus
- Christoph Martin Wieland, Die Abenteuer des Don Sylvio von Rosalva

Civilisation
- Histoire de l’Autriche entre 1918 et 1938

Histoire des idées
- La pensée sociologique de Niklas Luhmann

Options
- Littérature : La poésie de Mascha Kaléko (1907-1975)
- Civilisation : La ville allemande au Moyen Âge (1250-1495)
- Linguistique : Temps et modes

### 2024
Littérature
- Franz Kafka, Die Erzählungen
- Gotthold Ephraim Lessing : Nathan der Weise. Ein Dramatisches Gedicht
- Historia von D. Johann Fausten

Civilisation
- L’Allemagne, de la capitulation à la souveraineté retrouvée (1945-1955)

Histoire des idées
- La pensée sociologique de Niklas Luhmann

Options
- Littérature : La poésie de Mascha Kaléko (1907-1975)
- Civilisation : La ville allemande au Moyen Âge (1250-1495)
- Linguistique : Temps et modes

## Liste des références
1. ↑  Michael Werner, Les études germaniques en France (1870-1970), Paris, CNRS Editions, 1994, « « Les concours de recrutement des enseignants de 1842 à 1953 » », p. 289
2. ↑  jmbelmer, « 1849 : Première agrégation d’Allemand », sur textes rares, 31 août 2021 (consulté le 12 juillet 2023)
3. ↑  Elisabeth Rothmund, « Manuels, auteurs et éditeurs dans les premières décennies de l’enseignement scolaire de l’allemand », Histoire de l'éducation, Institut national de recherche pédagogique, no 106 « L'enseignement de l'Allemand (XIXe-XXIe siècles) »,‎ mai 2005, p. 32-33 (Note 2) (ISBN 2-7342-0984-5, lire en ligne [PDF])
4. ↑  Monique Mombert, « Jacques Berthomé : La langue de l’autre. Histoire des professeurs d’allemand des lycées (1850-1880) », Histoire de l'éducation, no 113,‎ 1er janvier 2007, p. 100 (ISBN 978-2-7342-1076-4, lire en ligne [PDF])
5. ↑  Jacques Berthomé, « Le professeur d’allemand, 1850-1880. : La longue marche vers l’intégration dans le corps enseignant », Histoire de l'éducation, Institut national de recherche pédagogique, no 106 « L'enseignement de l'Allemand (XIXe-XXIe siècles) »,‎ mai 2005, p. 66 (ISBN 2-7342-0984-5, lire en ligne [PDF])
6. ↑  ROGERS Rebecca, « « Les femmes dans l'enseignement des langues vivantes : éléments pour une histoire à construire » », Éla. Études de linguistique appliquée,‎ février 2006 (lire en ligne)
7. ↑  Sophie Lorrain, « Les concours de recrutement des germanistes : l’agrégation et le CAPES d’allemand de 1952 à 2002 », Histoire de l’éducation, no 106,‎ 1er mai 2005, p. 153–215 (ISSN 0221-6280, DOI 10.4000/histoire-education.1083, lire en ligne, consulté le 12 juillet 2023)
8. ↑  « L’allemand en mal de recrutement », sur Connexion-Française, 25 janvier 2013 (consulté le 12 juillet 2023)
9. ↑  « Les données statistiques des concours de l'agrégation de la session 2022 | devenirenseignant.gouv.fr », sur www.devenirenseignant.gouv.fr (consulté le 12 juillet 2023)
10. 1 2 3 4 5 6 7 8  « Programmes concours enseignants session 2018 », sur Devenir Enseignant, 24 mars 2017 (consulté le 29 septembre 2017)

### Lien
- Bulletin officiel - Programme de l'agrégation externe d'allemand (publié le 25 janvier 2013)